# 島田良夫

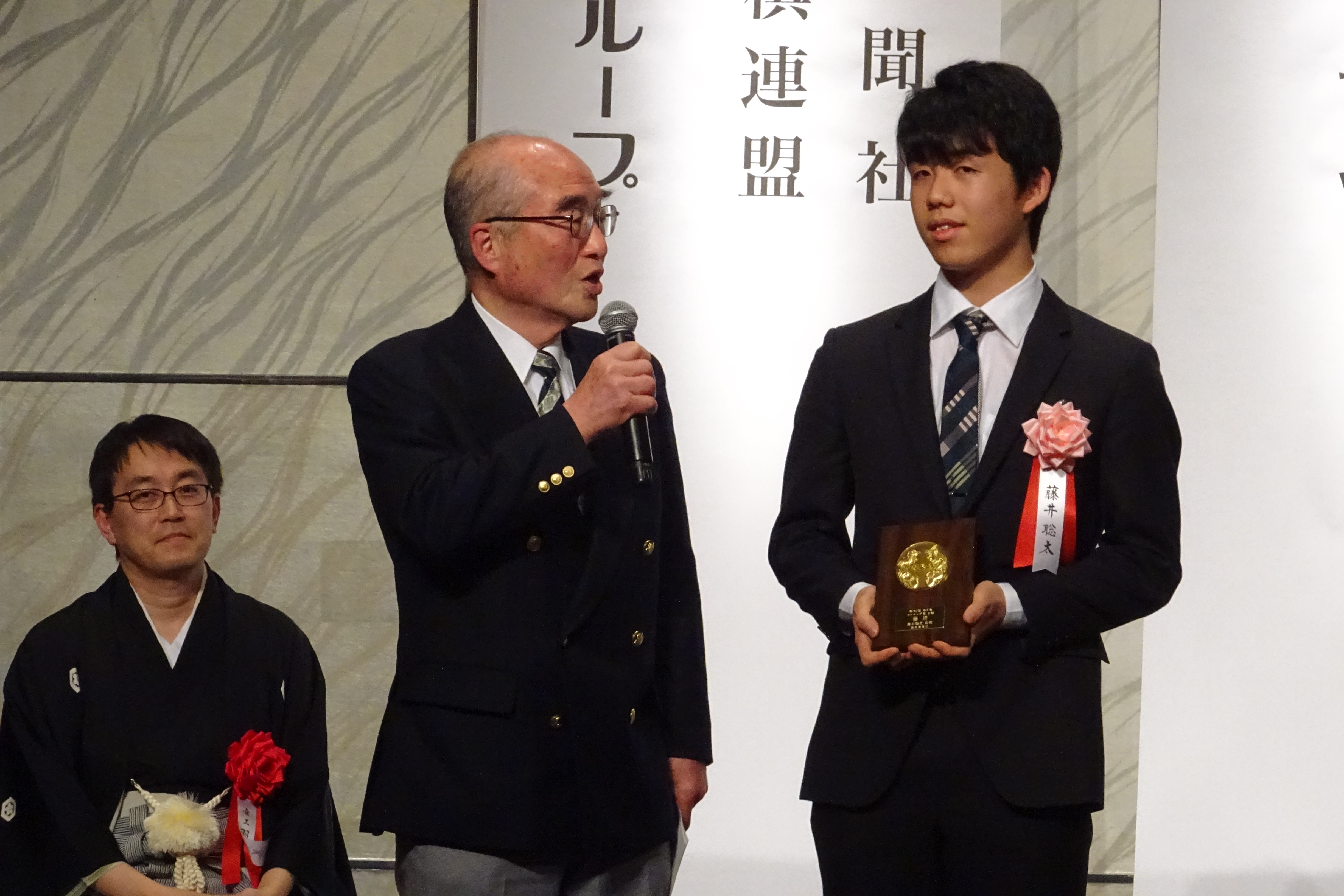
2018年1月 第30期竜王就位式の司会・進行を務める島田（中央）。右はランキング戦 6組優勝の藤井聡太。左は羽生善治。

島田 良夫（しまだ よしお、1937年7月23日 - ）は、日本の男性アナウンサー。東京都新宿区出身。東京教育大学卒業。中部日本放送を退社後、テレビ東京に入社。その後、同社を定年退職。

## 人物
テレビ東京時代、2003年3月まで31年間続いた「早指し将棋選手権」・「早指し新鋭戦」（プロ将棋の公式棋戦）の司会を、初年度から最終年度まで務め上げた。最後の6年間は、定年退職後での司会である。番組冒頭での定番の台詞は、「テレビ将棋対局の時間でございます。朝のひとときを早指し将棋でお楽しみください。」である。
将棋大賞の選考委員も務め、選考会議におけるやりとりの様子は「将棋世界」誌に掲載された。
2008年、70歳のときに、第15回「大山康晴賞」を日本将棋連盟から授与された。